# 熱海貞爾
熱海 貞爾（あつみ ていじ）は、江戸時代後期の仙台藩士、蘭学者、明治時代初期の内務省官僚、東京府職員。通称は篤（あつし）。

## 生い立ち
仙台藩領白石城主片倉家の家臣・熱海喜左衛門の第二子として出生。江戸で大槻俊斎に蘭学を学ぶ一方、伊豆韮山代官の江川氏のもとで西洋砲術を学ぶ。また、江戸藩邸順造館跡で仙台藩士を監督していた玉虫左太夫の部下に属していた。本藩に召し出され、藩校養賢堂の蘭学方教授及び兵学教授となった。
慶応元年（1865年）8月、養賢堂学頭大槻習斎の産業開発政策により製塩事業の指導にあたるが、不成功に終わった。
戊辰戦争においては星恂太郎率いる仙台藩額兵隊の副長となり、慶応4年（1868年）9月12日の仙台藩降伏に従わず、9月15日に出陣し10月12日に折ノ浜（現・石巻市折浜）より榎本艦隊の開陽艦に乗艦し、箱館へわたった。箱館、松前、江差の攻略戦に参加し、箱館政権の樹立を迎えると五稜郭陸軍週番所専務となった。
明治2年（1869年）3月20日、仙台藩の状況を探るため金成善左衛門他2名と共にフランスの帆前船に乗り込み仙台へ向かうが、その時仙台藩内は佐幕藩士への大捜索が行われており、目的を達しないまま熱海は金成と共に東京へ遁走
東京における境遇については、福沢諭吉の「福翁自伝」によると、明治2年（1869年）4月頃、「仙台藩の人が在京の同藩人に対し様々残酷な事をして既に熱海貞爾と云う男は或夜今其処で同藩士に追駈けられたと申して私方へ飛込んで助かった事さえありました」とされている。
明治3年（1870年）10月、ついに金成と共に東京の仙台藩邸へ自訴したが赦免された。
その年のうちに民部省に官員十二等で出仕した。これには福沢諭吉の執り成しがあったという。
その後、民部省・大蔵省合併により大蔵省、大蔵省からの内務省分離により内務省、その後東京府一等属となり小笠原島出張所詰、土木課理事部長を歴任した。
明治9年（1876年）12月の官員録によると、熱海の本籍が「カワチ」と記載されているが、明治15年（1882年）2月には「宮城」となっている。
明治16年（1883年）、病により辞官。明治17年（1884年）7月より避暑のため箱根に逗留したが、8月9日に死去。享年49。戒名は寳珠院秋譽貞嶽爾原居士。墓は神奈川県箱根町の本還寺にあったがその後の山崩れで埋没、宮城県白石市南町の傑山寺には兄、俊秀が持ち帰った遺髪が葬られている。

## 業績

### 日本初の河川工学書翻訳
近代的な河川工学翻訳書としては日本で最も古いものである「治水学主河編」と「治水摘要」は、熱海が翻訳したものと言われている。「治水学主河編」巻壱の冒頭には、原書「ストルム・ボイシン著・改訂増補第三版・元治元年刊」、訳者「熱海篤貞爾」、訳出年「明治四年辛未春」とある。「治水摘要」首巻の冒頭には、原著「ストルム・ボイシン著」、訳者「熱海貞爾」、訳出年「明治四年辛未冬」とある。

### その他著作
- 水車馬力ヲ算スルノ法（交詢雑誌　明治13年（1880年）7月）